# Knut Östberg
Knut Erik Gunnar Östberg, född 7 maj 1888 i Uppsala, död 22 januari 1959 i Gredelby, Knivsta församling, var en svensk företagare.
Knut Östberg var son till posttjänstemannen Per Östberg och Sofia Larsson. Efter studentexamen i Uppsala 1908 var Östberg 1909–1912 amanuens vid Uppsala stads drätselnämnds andra avdelning, varefter han i sex år fungerade som amanuens vid kammarkontorets finansutredningsavdelning. 1918 lämnade han den kommunala tjänsten för att ägna sig åt boktryckerirörelsen. Han tillträdde då befattningen som sekreterare i AB Sveriges litografiska tryckeriers organisationsavdelning, och redan samma år anställdes han som räkenskapschef vid det till SLT-koncernen anslutna tryckeri- och förlagsföretaget AB P. A. Norstedt & söner. Sedan han 1924–1926 fungerat som VD för det likaledes till koncernen hörande Iduns tryckeri AB, återvände han 1926 till P. A. Norstedt & söner såsom chef för bolagets teknologiska avdelning. 1933 blev han VD för det då grundade Esselte AB, som utgjorde en sammanslutning av de flesta av koncernens tryckerier, och sedan koncernens chef Nils Borgquist avlidit, utsågs Östberg till hans efterträdare som VD, en post han innehade till 1948. Vid sidan av den befattningen var han VD för tryckeriföretaget Esselte AB till 1948. Östberg ägnade ett hårt arbete åt branschens organisation, bland annat som ordförande i styrelsen för Sveriges grafiska industriförbund och som styrelseledamot i boktryckarkammaren, i Svensk boktryckarförening och i Sveriges tryckeriers arbetsgivarförbund. Han var vidare ledamot av Sveriges industriförbunds styrelse 1942–1948. Han var även styrelseordförande i en mängd företag i och utanför den grafiska branschen, bland annat A. Börtzells tryckeriaktiebolag, Paragon, Bengtsons litografiska AB, Frans Svanström & co. pappershandelsaktiebolag, AB Svensk litteratur, Nya AB Lundbergs bokhandel, Frövifors bruks AB och Örebro pappersbruks AB. Östberg är gravsatt på Norra begravningsplatsen utanför Stockholm.